# Richard Anthony
Richard Anthony, nacido Ricardo Btesh (El Cairo, Egipto, 13 de enero de 1938-Pégomas, Francia, 19 de abril de 2015), fue un cantante francés. Pionero del twist en Francia e importador del rock, fue apodado «el padre tranquilo del rock», tuvo más de 600 títulos grabados y más de 50 millones de discos vendidos. Grabó títulos en seis idiomas: francés, inglés, alemán, español, italiano y árabe. Alcanzó un gran éxito internacional con «Aranjuez, mon amour», adaptación melódica del adagio del Concierto de Aranjuez, del que se vendieron 6 millones de discos.

## Biografía
Hijo del empresario textil judío sirio Ezra lbrahim Btesh y de la inglesa Margaret Bey, pasó su infancia en Egipto, Inglaterra y Argentina para terminar en Francia, donde estudió en el instituto Janson-de-Sailly en París. En la universidad optó por estudiar derecho, unos estudios que compatibilizó con un trabajo de comercial para una empresa que vendía frigoríficos. 
En 1958, influido por el pop inglés decidió adaptar este nuevo sonido al francés grabando, entre otras, «You Are My Destiny» de Paul Anka y «Peggy Sue» de Buddy Holly. La discográfica Columbia se encargó de lanzar ese primer disco aunque el mismo pasó desapercibido. No fue hasta su tercer álbum, cuando le llegó el éxito, principalmente gracias al tema «Nouvelle Vague», una versión de una canción de The Coasters. Le siguieron, muchos más, destacando sobre todos ellos, «Et j'entends siffler le train», grabado en 1962. 
En 1965 lanzó «Je me suis souvent demandé», adaptación de un tema del cantautor belga Bobbejaan Schoepen que gozó de gran éxito en Argentina y también en Chile, bajo el título de «A veces me pregunto yo». En 1968 adaptó el adagio del Concierto de Aranjuez de Joaquín Rodrigo («Aranjuez, mon amour», con letra de Guy Bontempelli), que constituyó su mayor éxito comercial. Vendió seis millones de álbumes, y su popularidad eclipsó al maestro Rodrigo en tal grado, que este oyó el siguiente comentario en una sala de fiestas: «Qué buena es esta canción, que ha inspirado un concierto entero». 
Durante la década de 1970, su carrera decayó, aun así editó «Amoureux de ma femme» (1973) y «Non Stop» (1978). En 1982, problemas fiscales lo llevaron por tres días a la cárcel.  
En 1996 retornó a los estudios de grabación para versionar nuevamente sus canciones más conocidas en un álbum, Sentimental, que se editó en Francia y España. También publicó su autobiografía. En 1998 celebró sus 40 años de carrera en París. 
Falleció en la pequeña localidad de Pégomas, en el sur de Francia, víctima de cáncer.

## Lista de canciones más destacadas
- "Tu m'étais destinée" (1958), adaptación de "You Are My Destiny", de Paul Anka.
- "Peggy Sue" (1958), adaptación de Buddy Holly
- "Suzie Darling" (1958)
- "La do da da" (1958)
- "Nouvelle vague" (1959), adaptación de "Three Cool Cats" de The Coasters
- "Jéricho" (1959)
- "Tu parles trop" (1960), adaptación de "You Talk Too Much" de Joe Jones
- "Clémentine" (1960), adaptación de Bobby Darin
- "Itsy bitsy petit bikini" (1960), adaptación de "Itsy Bitsy Teenie Weenie Yellow Polka Dot Bikini" de Brian Hyland
- "Let's Twist Again" (1961) adaptación de Chubby Checker
- "Dis-lui que je l'aime" (1961)
- "Ça tourne rond" (1961)
- "Fiche le camp, Jack" (1961) adaptación de "Hit the Road Jack", de Ray Charles
- "Noël" (1961)
- "Tu peux la prendre" (1961 o 1962), adaptation de "You Can Have Her"
- "Écoute dans le vent" (196x), adaptación de "Blowin' in the Wind" de Bob Dylan
- "Leçon de twist" (1962), adaptación
- "Délivre moi" (1962)
- "J'entends siffler le train" (1962), adaptación de "500 Miles" de Hedy West
- "Ne boude pas" (1962) adaptación de "Take Five", de Paul Desmond para el Dave Brubeck Quartet
- "Fait pour s’aimer" (1962)
- "On twiste sur le locomotion" (1963)
- "En écoutant la pluie" (1963), adaptación de "Rhythm of the Rain", The Cascades
- "C'est ma fête" (1963), adaptación de "It's My Party" de Lesley Gore
- "Tchin tchin" (1963)
- "Et je m'en vais" (1964), adaptación de "Then he kissed me" de The Crystals
- "Ce monde" (1964)
- "À présent tu peux t'en aller" (1964)
- "À toi de choisir" (1964)
- "La corde au cou" (1965) adaptación de "I Should Have Known Better" de los Beatles
- "Je me suis souvent demandé" (1965) adaptación de Ik heb me dikwijls afgevraagd de Bobbejaan Schoepen
- "Au revoir mon amour" (1965)
- "Piangi" (1965)
- "Jamais je ne vivrais sans toi" (1965)
- "The night" ("La nuit") (1965) en inglés, de Salvatore Adamo
- "Hello Pussycat" (1966), adaptación
- "La terre promise" (1966) adaptación de "California Dreamin'" de The Mamas & The Papas
- "Sunny" (1966) adaptación de Bobby Hebb
- "Inch'Allah" (1967) en árabe, de Salvatore Adamo
- "Aranjuez, mon amour" (1967), adaptación del Concierto de Aranjuez de Joaquín Rodrigo; letra de Guy Bontempelli
- "Las manos en los bolsillos" (1967)
- "Le grand Meaulnes" (1967)
- "Un homme en enfer" (1968)
- "L'été" (1968)
- "Les ballons" (1968)
- "Le Sirop typhon" (1969), adaptación del hit n° 1 británico de 1968, "Lily the Pink2, cantada  por el grupo The Scaffold
- "Les petits cochons" (1969)
- "Poema de amor" (1969)
- "Si cada tarde muere una rosa"
- "L'an 2005" (1969), adaptación de "In the year 2525" de Zagger and Evans
- "Bien l'bonjour" (1970)
- "Na na hé espoir" (1970)
- "El arca de Noé" (1970)
- "Il pleut des larmes" (1970)
- "Non stop" (1970)
- "Et après" (1971) by Salvatore Adamo
- "Abrázame" (1975)
- "New York" (1978)
- "Señora la dueña" (1970)
- "San Diego" (1978)
- "Un soleil rouge" (1971)
- "Tibo" (1971)
- "Maggy May" (1971), adaptación de Rod Stewart
- "Sans toi" (1972)
- "Victoire je t’aime" (1973)
- "Marie Jeanne" (1973)
- "Amoureux de ma femme" (1974)
- "Nathalie" (1975)
- "Chanson de dix sous" (1975)
- "De la musique républicaine" (1976)
- "Voilà pourquoi je l'aime" (1976)
- "À l'aube du dernier jour" (1977)
- "Minuit" (1980)
- "Los Angeles" (1981)
- "Elle m'attend" (1983)
- "T'aimer d'amour" (1985)
- "Barrière des générations" (1990)
- "Le rap pas innocent - Ronymix 98" (1998)